# Canda ligata
Canda ligata is een mosdiertjessoort uit de familie van de Candidae. De wetenschappelijke naam van de soort is, als Caberea ligata, voor het eerst geldig gepubliceerd in 1882 door Jullien.